# Wiktoria

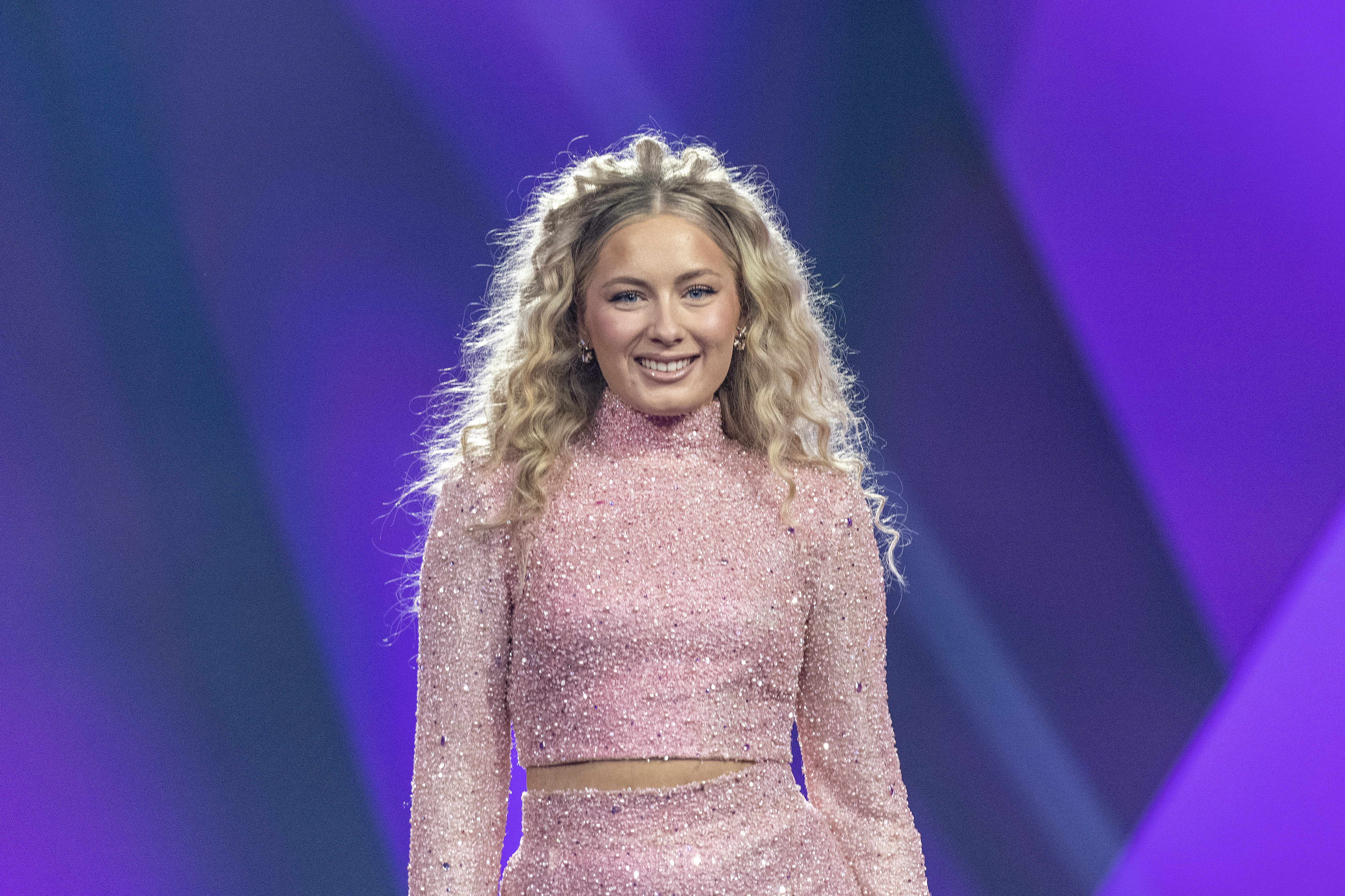
Wiktoria, 2023

Wiktoria Vendela Johansson (* 8. November 1996) ist eine schwedische Sängerin und Songwriterin, die meist unter ihrem Vornamen Wiktoria auftritt. Bekanntheit erlangte sie vor allem durch ihre Teilnahmen am Melodifestivalen.

## Leben
Wiktoria Johansson wuchs in Brämhult in der Gemeinde Borås auf. In ihrer Kindheit erlernte sie das Klavierspiel und sie nahm an mehreren Musikwettbewerben teil. Später zog sie nach Stockholm um. Ihre ältere Schwester Malin Christin ist eine Sängerin, die am Melodifestivalen 2022 teilnahm. Im Jahr 2011 nahm Wiktoria Johansson mit einem von ihr selbst geschriebenen Lied am Lilla Melodifestivalen teil, dessen Sieger Schweden beim Junior Eurovision Song Contest vertreten sollte. Sie erzielte den vierten Platz.
Im Frühjahr 2016 nahm sie erstmals beim Melodifestivalen, dem schwedischen Vorentscheid für den Eurovision Song Contest, teil. Mit ihrem Beitrag Save Me qualifizierte sie sich im zweiten Halbfinale direkt ins Finale ein. Dort erreichte sie den vierten Platz. Auch beim Melodifestivalen 2017 zog sie aus ihrem Halbfinale direkt ins Finale ein. Dort landete sie mit As I Lay Me Down auf dem sechsten Platz.
Johansson nahm im Jahr 2018 an der ersten Staffel der bei TV4 ausgestrahlten Musikshow Stjärnornas stjärna, der schwedischen Version von Stjernekamp, teil. Im Jahr 2019 trat sie mit der Ballade Not With Me beim Melodifestivalen an und sie qualifizierte sich zum dritten Mal direkt für das Finale. Sie wurde dort erneut Sechste. Im Juni 2021 gab sie mit Exposed ihr Debütalbum heraus. Beim Melodifestivalen 2023 schied sie mit ihrem Beitrag All My Life (Where Have You Been) im zweiten Teilwettbewerb aus.

## Diskografie

### Alben
- 2021: Exposed

### Singles
| Jahr | Titel Album              | Höchstplatzierung, Gesamtwochen, AuszeichnungChartsChartplatzierungen (Jahr, Titel, Album, Platzierungen, Wochen, Auszeichnungen, Anmerkungen) | Anmerkungen                                                              |
| Jahr | Titel Album              | SE | Anmerkungen                                                              |
| ---- | ------------------------ | --- | ------------------------------------------------------------------------ |
| 2016 | Save Me –                | SE3 Platin · (12 Wo.)SE | Erstveröffentlichung: 28. Februar 2016 Beitrag zum Melodifestivalen 2016 |
| 2017 | As I Lay Me Down –       | SE2 ×2Doppelplatin · (24 Wo.)SE | Erstveröffentlichung: 26. Februar 2017 Beitrag zum Melodifestivalen 2017 |
| 2018 | I Told Santa –           | SE94 (1 Wo.)SE | Erstveröffentlichung: 9. November 2018                                   |
| 2019 | Not With Me –            | SE5 Platin · (11 Wo.)SE | Erstveröffentlichung: 23. Februar 2019 Beitrag zum Melodifestivalen 2019 |
| 2020 | One Wish for Christmas – | SE76 (1 Wo.)SE | Erstveröffentlichung: 4. Dezember 2020                                   |

Weitere Singles
- 2016: Yesterday R.I.P
- 2016: Unthink You
- 2017: I Won’t Stand in Your Way
- 2017: Not Just for Xmas
- 2018: Perfect Memory
- 2019: OMG
- 2020: We Don’t Talk
- 2020: Fuck This Place Up (mit Hayes und Famous Dex)
- 2020: Vi tillsammans (mit LLSX, Songs of Boda)
- 2020: Come to Me (64567)
- 2020: Me
- 2020: I det blå
- 2020: H2BU
- 2021: Need You to Know